# موريس مور
موريس مور هو سياسي أمريكي، ولد في 1907، وتوفي في 21 سبتمبر 1956. نشط حزبياً في الحزب الديمقراطي. وقد انتخب عضو جمعية ولاية نيويورك ‏.